# Holger Hattesen

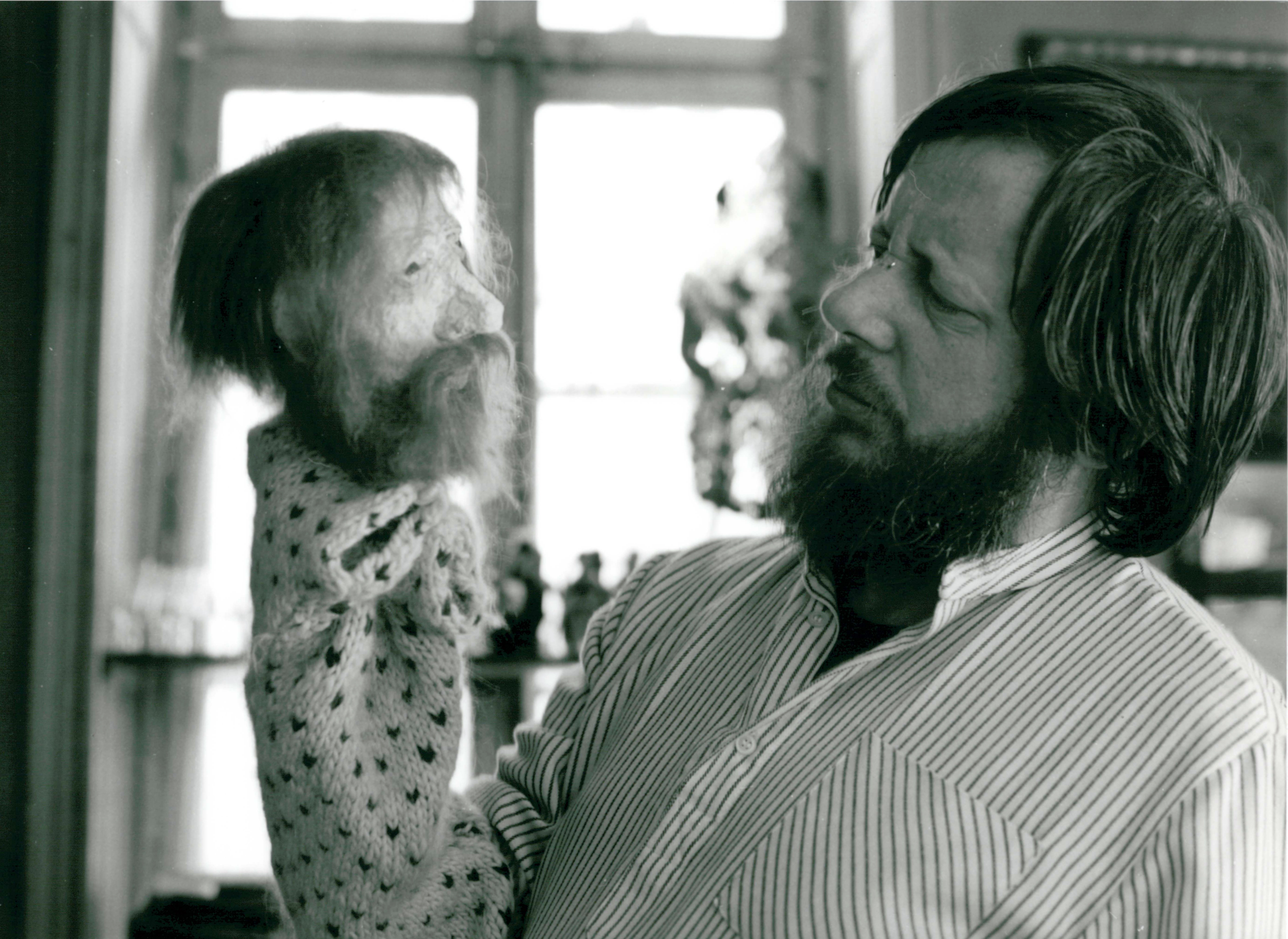
Holger Hattesen

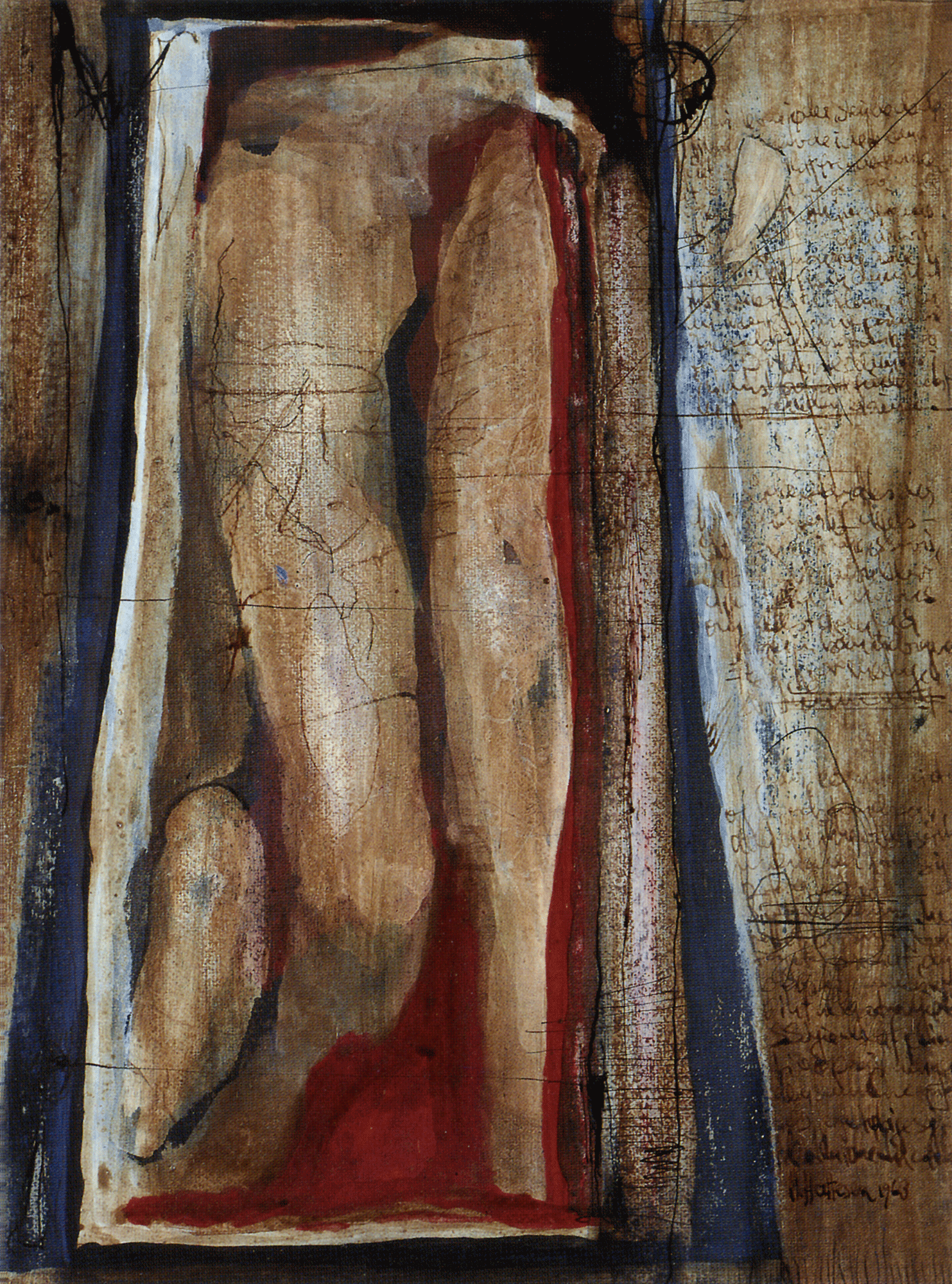
Begräbnis für drei (1963)

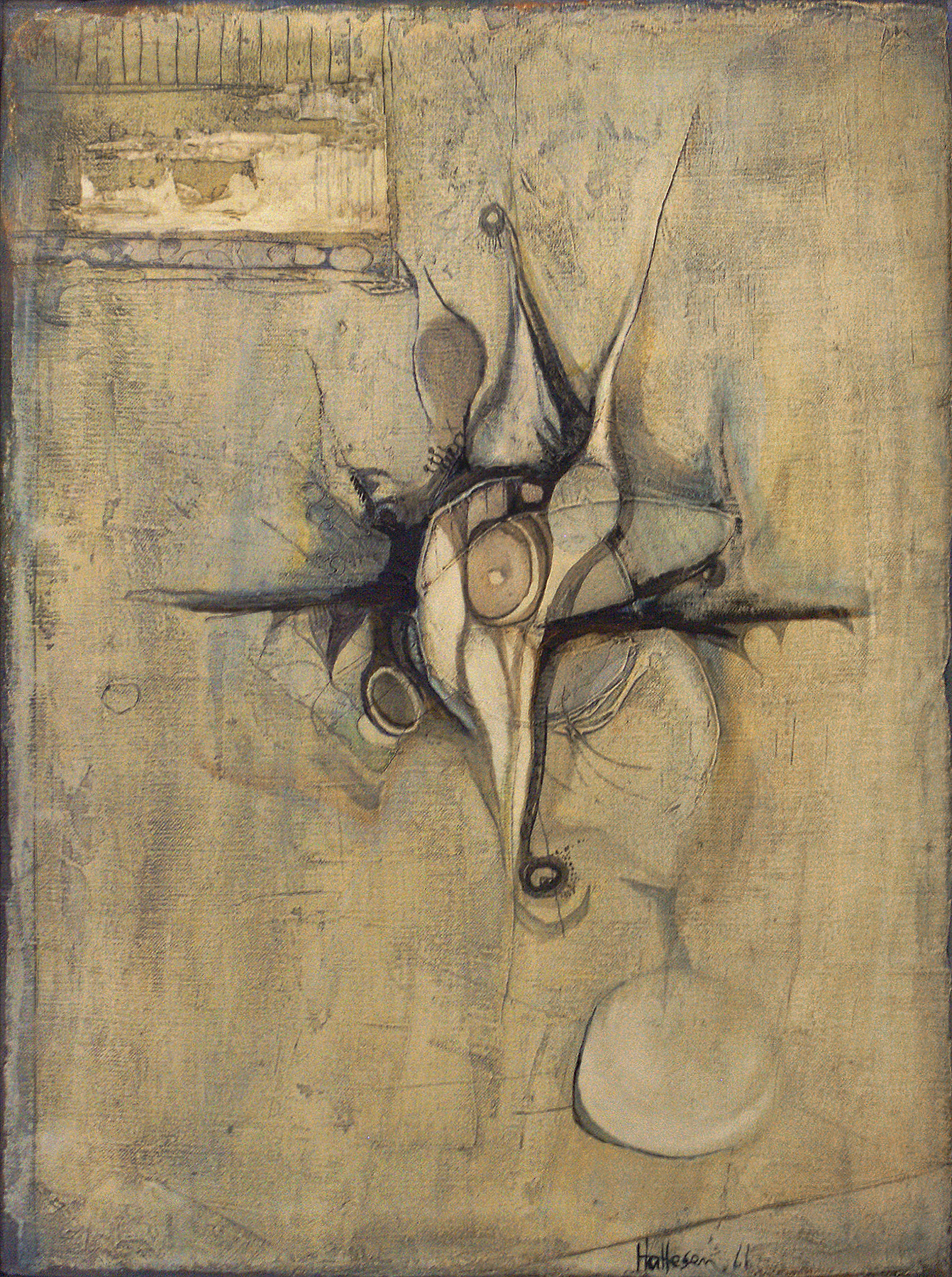
Tidlig form II (Frühe Form II)(1966).

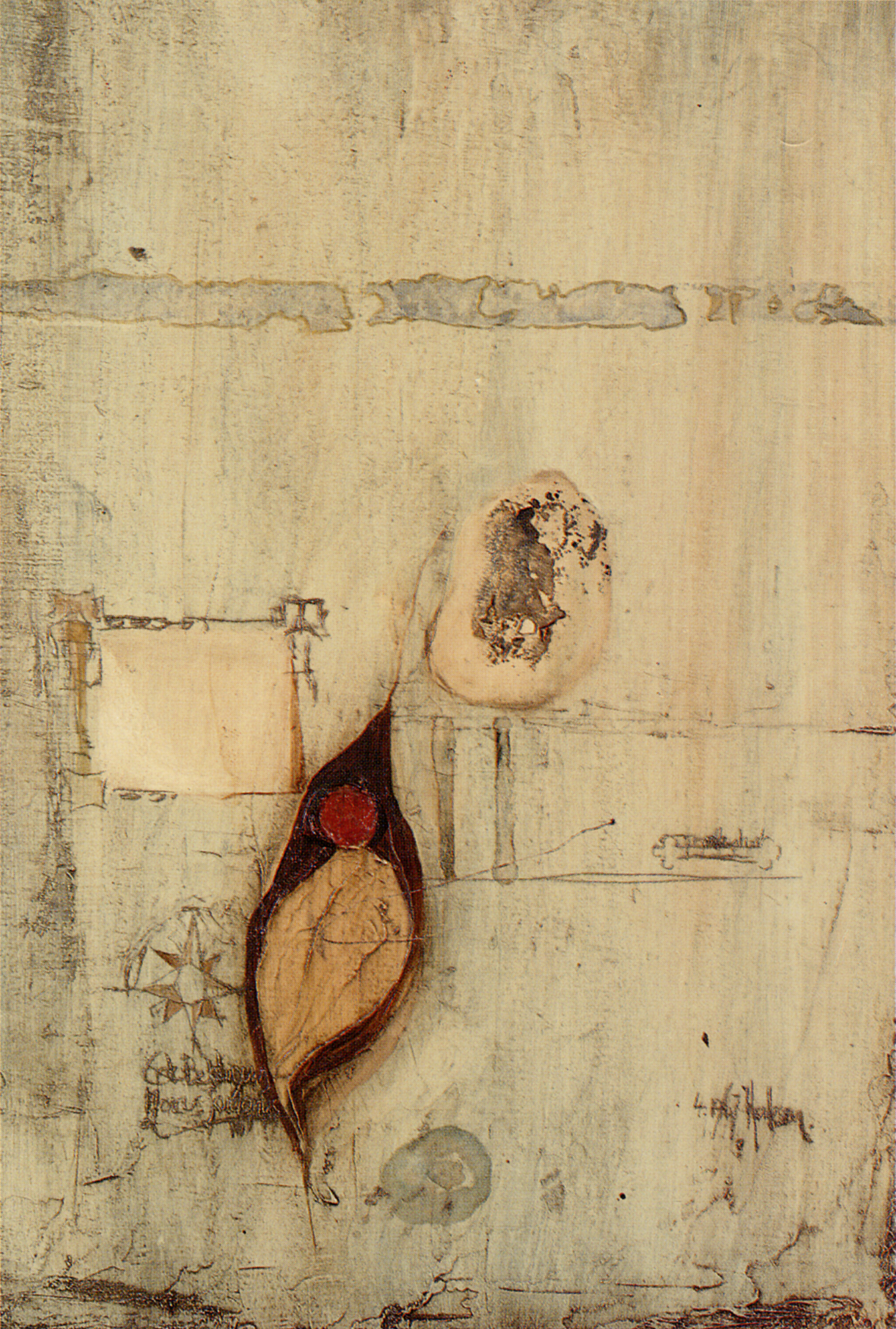
Erste Huldigung: Marcus Jordanus (1967)

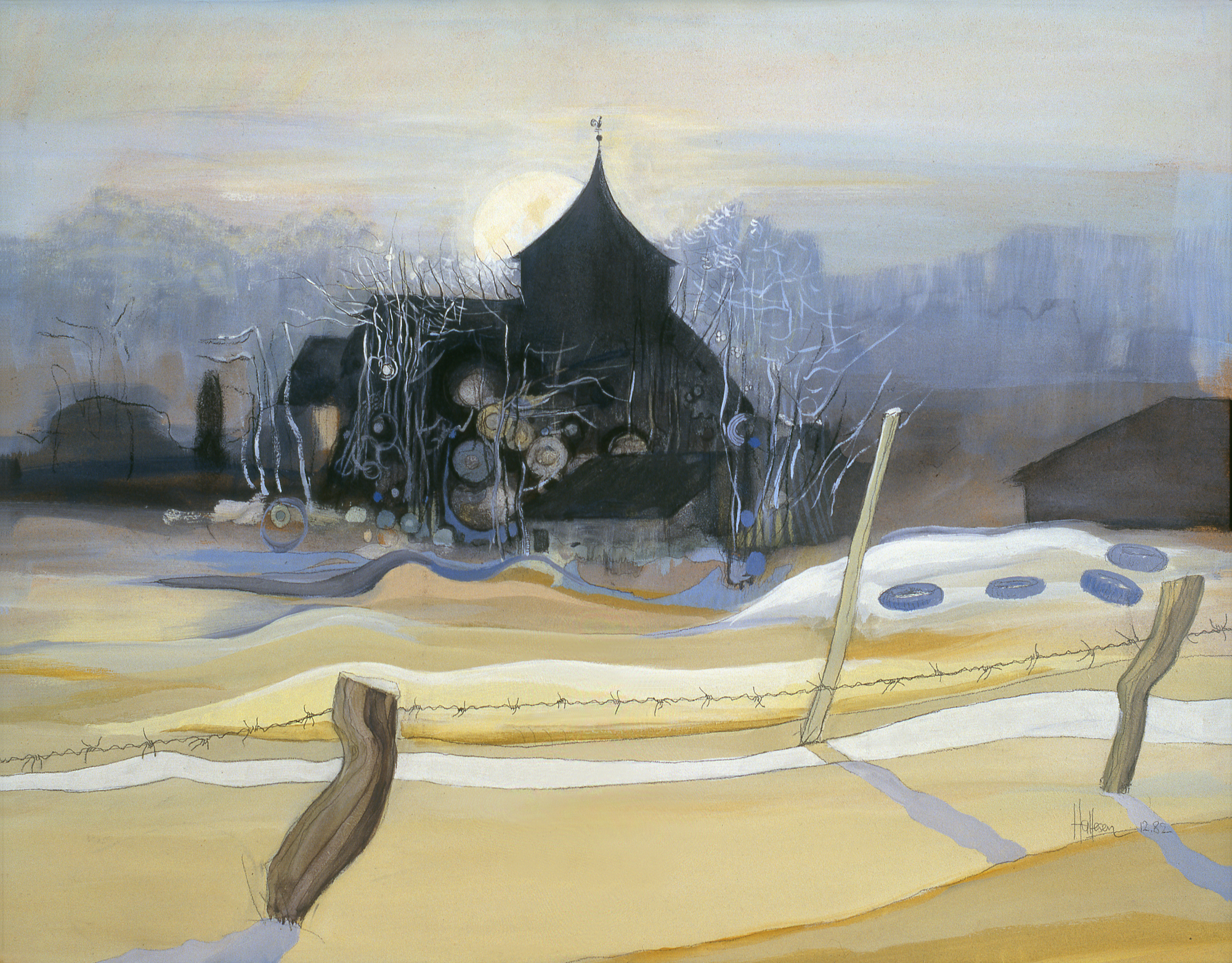
Oeversee (1982)

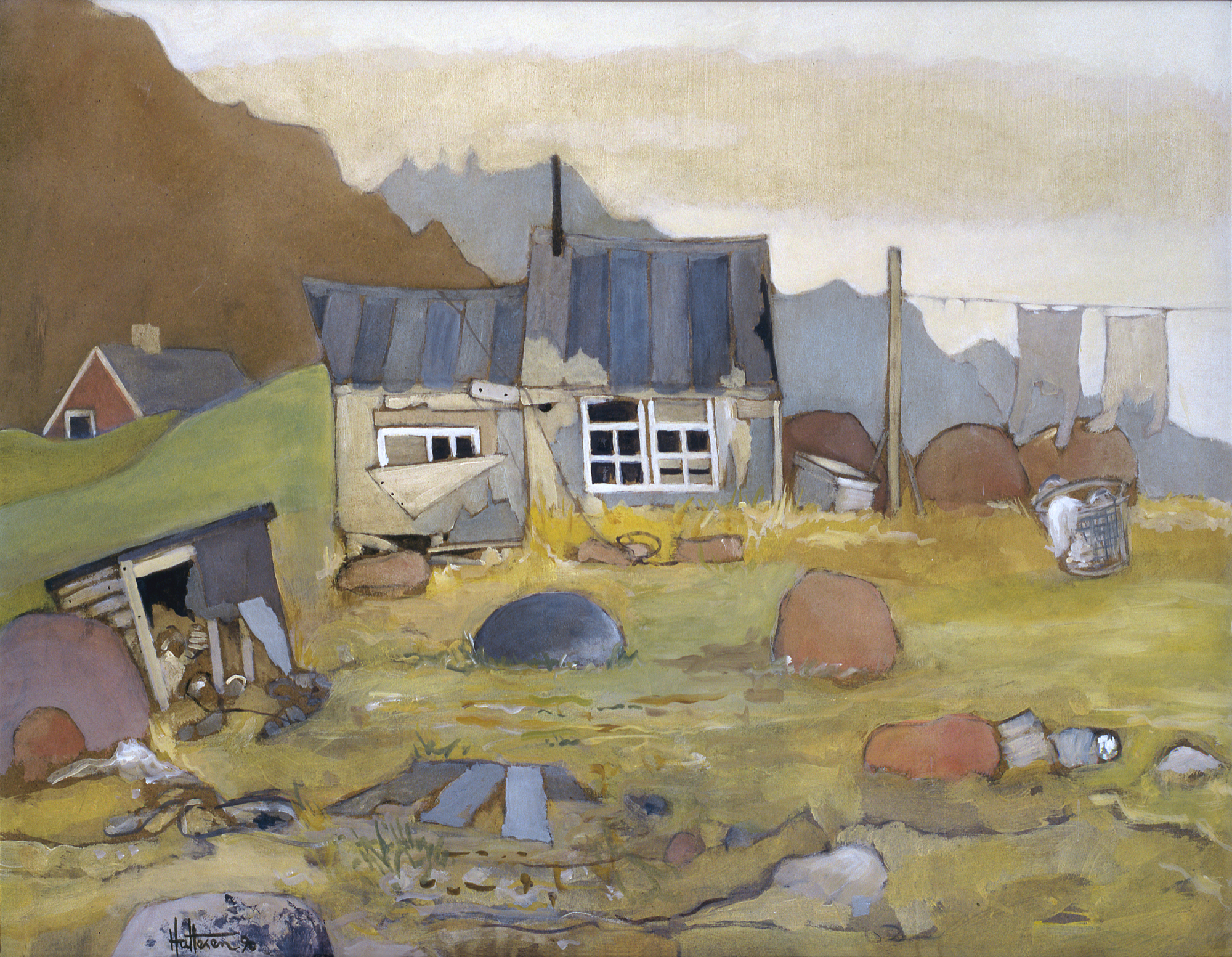
Augpiladoq, Grönland (1990)

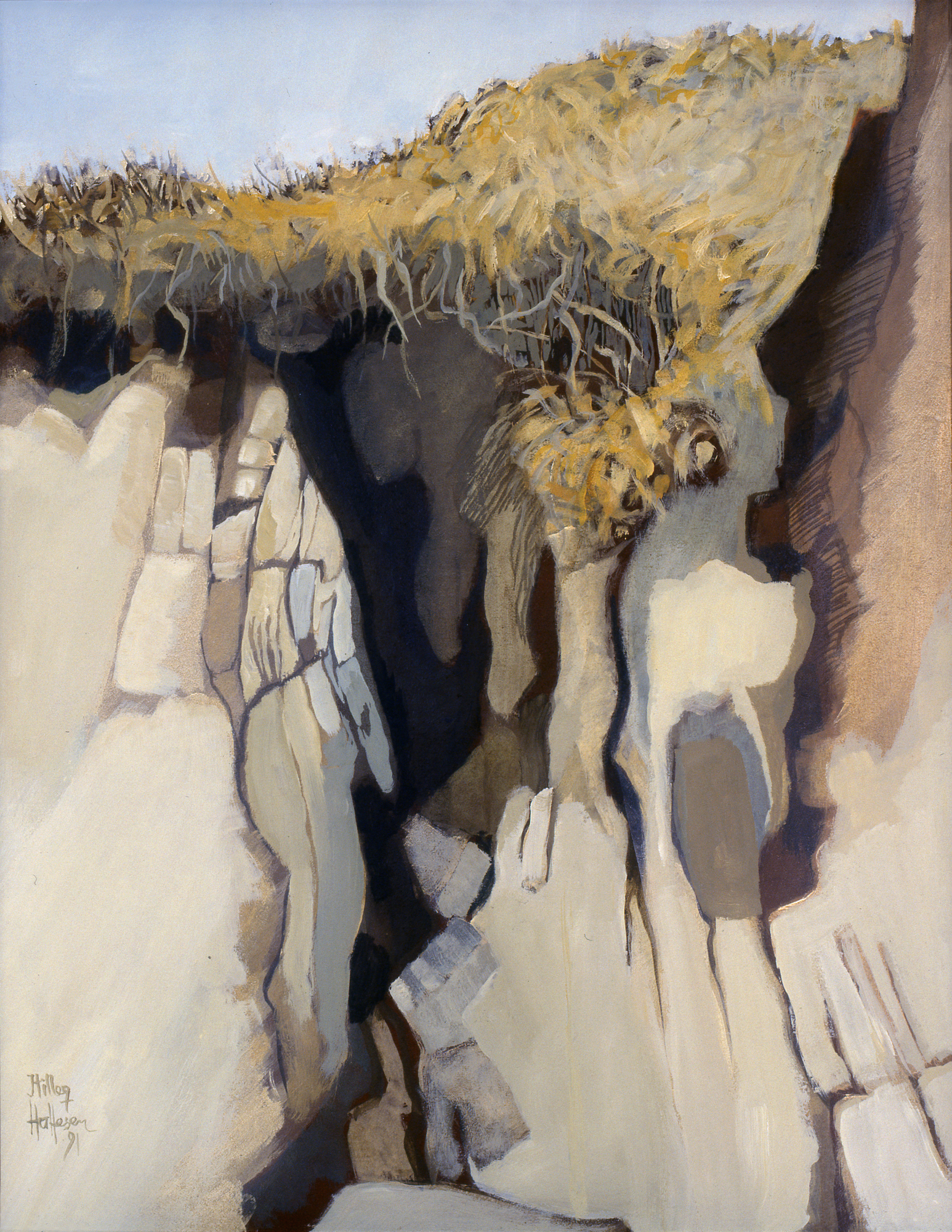
Itilleq, Grönland (1990)

Holger Hattesen (* 3. Juli 1937 in Flensburg; † 3. Oktober 1993 ebenda) war ein deutsch-dänischer bildender Künstler.

## Leben
Holger Hattesen war drittes Kind von Margaretha (Edda) und Peter Hattesen. Der Vater betrieb ein Fotoatalier und Kunsthandlung mit bildender Kunst, Ethnographica, Antiquitäten und Kunsthandwerk in Flensburg und pflegte Kontakte zu Gegenwartskünstlern, darunter Max Liebermann und Käthe Kollwitz. Während der nationalsozialistischen Diktatur von 1933 bis 1945 schloss der Sozialdemokrat sich der deutschen Widerstandsbewegung an. Unter anderem versteckte Peter Hattesen in seiner Flensburger Privatwohnung, im Ladengeschäft und einer angemieteten Wohnung verfolgte deutsche Kommunisten und Künstler und verhalf einigen über die Grenze nach Dänemark. Diese und andere Künstlerfreunde des Vaters – darunter Max Schwimmer, und Bernard Schultze sowie die norddeutschen Expressionisten Heinrich Steinhagen und Rudolf Behrend – ermunterten den jungen Holger Hattesen, sein Talent fürs Zeichnen und Malen zu nutzen und weiterzuentwickeln. Nach Kriegsende schloss sich die Familie, die väterlicherseits aus Dänemark stammte, der dänischen Minderheit an.
Nach der Schulausbildung absolvierte Holger Hattesen ein längeres Praktikum in der keramischen Werkstatt der Familie Schneider-Döring in Bad Oldesloe. Er trat dann in Flensburg eine kaufmännische Ausbildung und schließlich die Lehre in der „Kunsthandlung Hattesen“ des Vaters an. Als die Bundesrepublik die Wehrpflicht wieder einführte, wurde er 1957 als erster Wehrdienstverweigerer Schleswig-Holsteins anerkannt. Während eines langen Studienaufenthalts auf der Volkshochschule Askov Højskole in Dänemark traf Hattesen seine spätere Ehefrau Anni Bøgh und bekam unter anderem Kontakt zum Verfasser Tage Skou-Hansen, dem Keramiker Erik Nyholm und dem Maler Asger Jorn. 
Nach der Rückkehr nach Flensburg schuf er Bühnenbilder für das Theater und knüpfte Kontakte in die schleswig-holsteinische Kunstszene. 1959 trat er als Mitarbeiter in die väterliche Kunsthandlung ein. In den 1960er Jahren betätigte er sich nebenbei als Kunstkritiker und verlegte gemeinsam mit dem Kunsthistoriker Klaus Hoffmann die avantgardistische Kunstzeitschrift „pe...“ (privatissime), die über moderne Literatur und Dichtung auch Originalgrafiken von Gegenwartskünstlern enthielt, darunter Vertreter des Informel, wie Piero Manzoni und Bernard Schulze.
Parallel zur eigenen künstlerischen Tätigkeit arbeitete Holger Hattesen zunehmende in der Kunsthandlung des Vaters, die er 1971 ganz übernahm und als Kunst- und Antiquitätenhandel von überregionalem Ruf weiterentwickelte. Gleichzeitig nahm er mit spitzer Feder mit Texten und Karikaturen an politischen und kulturellen Debatten innerhalb der dänischen Minderheit und im deutsch-dänischen Grenzland teil. Ab 1982 unternahm er mehrere Reisen nach Grönland.

## Werk
Holger Hattesen nahm das Malen im Alter von 12 bis 13 Jahren auf und zeigte seine halbabstrakten Gemälde erstmals 1955 auf einer Gemeinschaftsausstellung im dänischen Aalborg, an der auch die norddeutschen Künstler Friedrich Karl Gotsch und Herbert Marxen teilnahmen. In den Folgejahren folgten Einzelausstellungen in Galerien in Dänemark.
Das Werk Holger Hattesens war in den ersten zwei Jahrzehnten von einer abstrahierenden Formensprache geprägt. Seine Bilder zeugten von existenziellen Erfahrungen mit den Verfolgten der Nazidiktatur und den Luftangriffen auf Hamburg, die er erlebt hatte, als er den Vater bei Geschäftsreisen begleitete. Eine Reihe von Titeln der Gemälde dieser Zeit zeugen außerdem von einer intensiven Auseinandersetzung mit dem Werk des Verfassers und Dramatikers Arno Schmidt.
Nachdem er die Verantwortung für die Kunsthandlung des Vaters übernommen hatte, entwickelte seine Bildsprache sich weiter und mündete in einen nüchternen Realismus. Durch die topographische Graphik inspiriert, die den Interessen der Zeit entsprechend zunehmend in den Handel geriet und innerhalb derer Holger Hattesen sich einen großen Sachverstand erarbeitet hatte, dokumentierten die Gemälde nun Flensburg, die schleswigsche Landschaft, Gegenden im nördlichen Jütland sowie später auch die Straßen Kopenhagens und die barsche und monumentale Natur Grönlands. Holger Hattesen selbst bezeichnete die Bilder als „naturalistisch“ und setzte sie in die Tradition der Prospekt- und Landschaftsmaler früherer Zeiten. Diese Gemälde unternahmen keinen Versuch, das Motiv zu idealisieren. Hattesen bezog die Getränkedose im Graben, die entsorgten Autoreifen vor der Kirche oder die rostigen Ölfässer an der Küste Grönlands in die Komposition mit ein und schuf so sein ganz eigenes, topographisch korrektes und ungeschöntes Bild der Welt, in der er lebte. Er unterstrich dabei, dass es ihm nicht um einen erhobenen Zeigefinger oder Sozialkritik ging. Seine Ambition war es schlicht, als Chronist ein korrektes Bild zu zeichnen in einem Stil, der klar dem Jahrzehnt zugerechnet werden konnte, in dem es entstand – genauso wie die Maler des goldenen Zeitalters in Dänemark es anderthalb Jahrhunderte zuvor getan hatten. (Drees, 1994)
Obwohl die Malerei lebenslang das bevorzugte Medium Holger Hattesens blieb, umfasst sein Werk auch Techniken wie Holzschnitte, Radierungen, Zeichnungen, Keramik, satirische Puppen in Pappmaché, Collagen, Plakatkunst, Buchillustrationen und Karikaturen.

## Ausstellungen

### Einzelausstellungen
- 1967: Aarhus (DK), Galerie 14.
- 1968: Viborg (DK), Galleri Paradis.
- 1969: Aarhus (DK), Galerie 14.
- 1984: Bjerringbro (DK), Nørgaards Højskole.
- 1985: Flensburg, Dansk Centralbibliotek.
- 1985: Frederiksværk Kunstforening (DK).
- 1986: Viborg Kunstforening (DK).
- 1986: Sønderborg (DK), Kunstforeningen ved Sønderborg Sygehus.
- 1988: Hattstedt, Mikkelberg center for nordisk kunst.
- 1994: Husum, Nordfriesisches Museum.
- 2003: Flensburg, Kunsthandlung Hattesen.
- 2003: Kiel, Landeshaus.
- 2005: Flensburg, Sydslesvigs danske Kunstforening.
- 2005: Silkeborg (DK), Kulturspinderiet.
- 2006: Horsens Bibliotek (DK).
- 2007: Nørre Vejen (DK), Galleri Bjarke.
- 2017: Flensburg, Kunsthandlung Messerschmidt.
- 2019: Flensburg, Kunsthandlung Messerschmidt (mit Rudolf Behrend).
- 2019: Hattstedt, Mikkelberg Center for Nordisk Kunst.
- 2019: Flensburg, Norderstr. 78.

### Gemeinschaftsausstellungen
- 1955: Aalborg (DK).
- 1966: Aabenraa (DK), Grenzlandausstellung.
- 1969 Schleswig, Schleswig-Holsteinisches Landesmuseum, Schloss Gottorf.
- 1970: Hannover, Kunstverein Hannover.
- 1970: Aabenraa (DK), Grenzlandausstellung.
- 1973: Aabenraa/Århus/Aalborg (DK), ”Å-udstillingen”.
- 1978: Aabenraa (DK), Grenzlandausstellung.
- 1981: Odense Centralbibliotek (DK), ”helvede – tema 81”.
- 1986: Flensburg, Städtisches Museum, „Stadt-Land-Kunst“.
- 1987: Schleswig, Kreishaus, „Stadt-Land-Kunst“.
- 1987: Fredericia kunstforening (DK).
- 1988: Viborg kunstforening (DK).
- 1988: Lyngby kunstforening (DK).
- 1988: Husum, Kunsthandlung Goeritz.
- 1988: Harrislee, Årsmødeudstilling.
- 1989: Itzehoe, Kunsthaus.
- 1989: Thisted, Grænseforeningen (DK).
- 1992–1993: Hattstedt, Mikkelberg center for nordisk kunst.
- 1993: Flensburg, Dansk Centralbibliotek.

## Sammlungen
Werke Holgers Hattesens sind unter anderem vertreten im
- Museum Sønderjylland (Kunstmuseet Brundlund Slot),
- Nordfriesisches Museum Nissenhaus Husum,
- Danevirke Museum,
- Sydslesvigsk Museumsforening
- Schifffahrtsmuseum Flensburg.